# كي إن إم إي آر 992

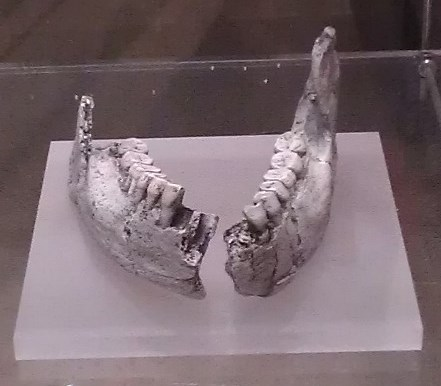

كي إن إم إي آر 992 (KNM ER 992) هو فك متحجّر قديم عمره 1.5 مليون عاماً، اكتشفه ريتشارد ليكي في عام 1971 في بحيرة توركانا، كينيا. اعتبر كل من سي. غروفز وفي. مازاك أن الفك السفلي عينة من مزرعة نمطية للإنسان العامل.